# Варнава (Кедров)
Митрополи́т Варна́ва (в миру Влади́мир Ви́кторович Ке́дров; 21 апреля 1931, село Высокое, Рязанский район, Рязанская область, СССР — 1 июня 2020, Чебоксары, Россия) — епископ Русской православной церкви. Митрополит Чебоксарский и Чувашский (1976—2020). Глава Чувашской митрополии (2012—2020). Лауреат Государственной премии Российской Федерации (2000).

## Биография
Родился 21 апреля 1931 года, в селе Высоком Рязанского района Рязанской области. Происходит из священнического рода. В 1945 году окончил среднюю школу.
В 1951—1953 годах — пономарь в храме села Бахмачеево Мервинского района Рязанской области.
В 1953—1955 годах — иподиакон при архиепископе Рязанском Николае (Чуфаровском).
С мая 1955 года вступил в число братии Троице-Сергиевой лавры и был назначен помощником ризничего и посошником наместника лавры.
10 декабря 1955 года наместником лавры архимандритом Пименом (Извековым) в Сергиевском Трапезном храме пострижен в монашество с именем в честь святого апостола Варнавы.
18 января 1956 года назначен ризничим лавры.
15 февраля 1956 года в Богоявленском патриаршем соборе Москвы патриархом Алексием I рукоположён в сан иеродиакона.
9 марта 1957 года в Крестовой церкви во имя Филарета Милостивого в патриарших покоях лавры патриархом Алексий I рукоположён в сан иеромонаха.
Помимо послушания ризничего лавры, иеромонах Варнава исполнял послушание главного уставщика лавры, в будние дни канонаршил. В 1960 году возведён в сан игумена. 8 октября 1965 года возведён в сан архимандрита. В 1970—1974 годах — благочинный лавры. В 1970—1973 годах — исполняющий обязанности наместника лавры, поскольку наместник лавры архимандрит Августин (Судоплатов) по болезни жил в стороне.
После смерти патриарха Алексия I вошёл в комиссию по ревизии патриарших покоев и по проведению Поместного собора для избрания нового патриарха.
Член Поместного собора 1971 года от братии Троице-Сергиевой лавры.
18 ноября 1976 года решением Священного синода Русской православной церкви определён быть епископом Чебоксарским и Чувашским. 30 ноября в Сергиевом Трапезном храме Троице-Сергиевой лавры хиротонисан во епископа Чебоксарского и Чувашского. Хиротонию совершали патриарх Московский и всея Руси Пимен (Извеков), митрополит Крутицкий и Коломенский Серафим (Никитин), архиепископ Волоколамский Питирим (Нечаев), епископы Рязанский и Касимовский Симон (Новиков), Орловский и Брянский Глеб (Смирнов).
В 1983 году с паломнической группой Русской православной церкви посетил Святую Гору Афон.
7 сентября 1984 года возведён в сан архиепископа.
С 27 по 31 октября 1984 года сопровождал патриарха Пимена в его поездке в Болгарию.
25 февраля 2001 года возведён в сан митрополита.
17 июля 2006 года Священный синод, заслушав прошение о почислении на покой в связи с достижением 75-летия, постановил: просить продолжить архипастырское служение.
За 30 лет управления епархией митрополитом Варнавой при его непосредственном участии были восстановлены семь монастырей: мужские — Чебоксарский во имя Святой Троицы, Алатырский Троицкий монастырь, Александро-Невский в селе Каршлыхи; женские — Чебоксарский в честь Преображения Господня, Алатырский Киево-Никольский Новодевичий, Цивильский в честь Тихвинской иконы Божией Матери, Иверский в селе Шерауты. Открыты более 210 приходов (в начале его правления в Чувашии было 35 приходов). Восстановлено Чебоксарское духовное училище. Создан Православный миссионерский центр, ведущий активную борьбу с сектами. При активном участии митрополита возрождена историческая часть города Чебоксары, открыта «Дорога к Храму», соединяющая центр с исторической частью города.
4 октября 2012 года назначен главой новообразованной Чувашской митрополии, а также в должности настоятеля (священноархимандрита) Свято-Троицкого мужского монастыря Чебоксар.
С 19 апреля 2018 года до смерти являлся старейшим по возрасту правящим архиереем и митрополитом Русской православной церкви.
1 июня 2020 года скончался от двусторонней пневмонии, вызванной COVID-19. Отпевание владыки Варнавы совершил в Покровско-Татианинском соборе Чебоксар митрополит Марийский и Йошкар-Олинский Иоанн. Похоронен Варнава, согласно своему завещанию, в Чебоксарах, за алтарём строящегося храма Сергия Радонежского.

## Публикации
- В день памяти Святителя Николая (19 декабря 1976 года во Введенском кафедральном соборе г. Чебоксары) // Журнал Московской Патриархии. 1977. — № 7. — С. 30-31.
- Одушевленный храм // Журнал Московской Патриархии. 1980. — № 5. — С. 32-33.
- Значение храма в жизни христианина // Журнал Московской Патриархии. 1981. — № 5. — С. 36-37.
- В день памяти Святителя и Чудотворца Николая // Журнал Московской Патриархии. 1983. — № 12. — С. 30-31.
- Собой не хвалился и других не осуждал // Мы все были у него в сердце: воспоминания об архимандрите Кирилле (Павлове) : [посвящается 100-летию со дня рождения]. — Сергиев Посад: Свято-Троицкая Сергиева лавра, 2019. — C. 21-22

## Семья
- Дед — протоиерей Иоанн Степанович[7] Кедров, служил в храме Апостола Иоанна Богослова села Высокое.
- Отец — Виктор Кедров.
- Мать — Евдокия Петровна, одна воспитывала четверых детей.

## Награды

### Государственные награды Российской Федерации
- Орден «За заслуги перед Отечеством» IV степени (20 июля 2006 года) — за большой вклад в развитие духовных и культурных традиций[8]
- Орден Почёта (20 июля 2011 года) — за достигнутые трудовые успехи, многолетнюю добросовестную работу и активную общественную деятельность[9]
- Орден Дружбы (27 июля 1996 года) — за заслуги перед государством и многолетний добросовестный труд[10]
- Медаль «За заслуги в проведении Всероссийской переписи населения» (2002 год)
- Государственная премия Российской Федерации в области науки и техники (2000 год)

### Ведомственные награды Российской Федерации
- Медаль «За укрепление уголовно-исполнительной системы» (2001 год)
- Медаль «В память 200-летия Минюста России» (2002 год)
- Медаль «В память 125-летия уголовно-исполнительной системы России» (2004 год)
- Медаль «80 лет Госкомспорту России» (2003 год)

### Награды Чувашии
- Памятная медаль «100-летие образования Чувашской автономной области» (2020)
- Почётная грамота Чувашской Республики (1997 год),
- Орден «За заслуги перед Чувашской Республикой» (25 апреля 2006 года) — за выдающийся вклад в духовное и нравственное возрождение народов Чувашии[11],
- Почётный гражданин Чувашской Республики (25 августа 2010 года) — за выдающиеся заслуги в развитии духовно-нравственных традиций, укреплении межконфессиональных связей[12].

### Муниципальные награды
- Почётный гражданин Чебоксар (2005 год),

### Награды РПЦ
- Орден святого преподобного Серафима Саровского I степени (2011 год)[13]
- Орден святого равноапостольного великого князя Владимира II степени (1971 год)
- Орден преподобного Сергия Радонежского II степени (1981 год)
- Орден святого благоверного князя Даниила Московского II степени (1996 год)
- Орден святителя Иннокентия, митрополита Московского и Коломенского I степени (2016 год)
- Орден святого преподобного Серафима Саровского II степени (2006 год)[14]
- Патриаршая грамота (1970 год)
- Крест с украшениями (1963 год)

### Награды Поместных православных церквей
- Орден Рыцарей Гроба Господня I, II и III степеней (Иерусалимская православная церковь, 1996 год, 2003 год[15], 2004 год)

### Иные награды
- Почётная медаль Правления Советского фонда мира (1984).
- Крест ордена «Верному сыну отечества, Матвей Платов» (2011)
- Орден М. И. Платова (2012)